# HMS Trafalgar (1841)
La HMS Trafalgar era un vascello di prima classe a tre ponti da 120 cannoni della Royal Navy, costruito negli anni venti del XIX secolo, e rimasta in servizio come nave scuola fino al 1906.

## Storia

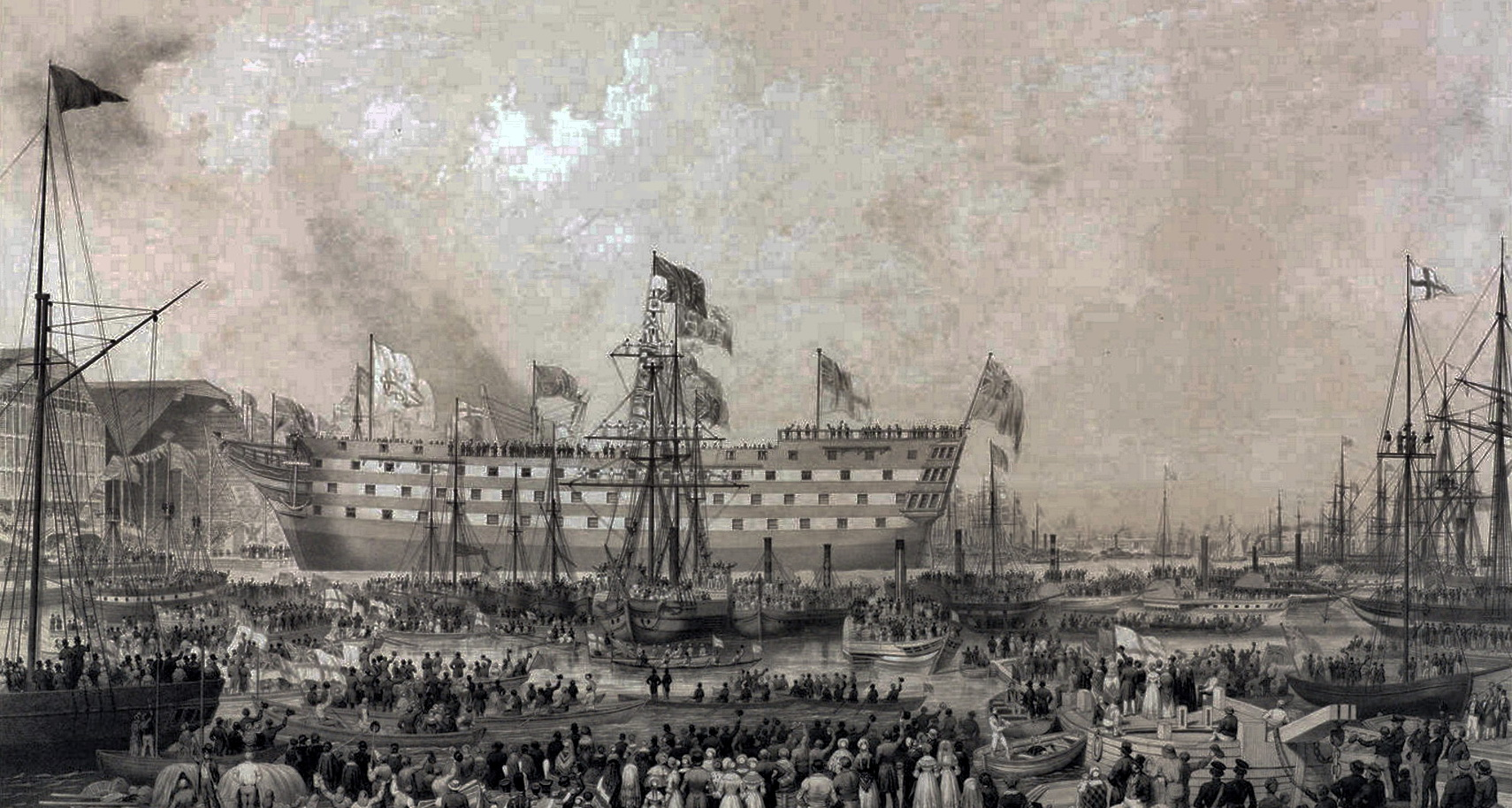
Il varo del vascello Trafalgar il 21 giugno 1841.

La costruzione del vascello di primo rango Trafalgar, seconda unità con questo nome, fu ordinata il 22 febbraio 1825, e l'unità fu impostata presso il cantiere navale di Woolwich nel novembre 1829. Il vascello fu varato il 21 giugno 1841, alla presenza della regina Vittoria e del principe Alberto, e madrina fu, per decisione della regina, Lady Bridport, nipote di Lord Nelson. Il vino utilizzato era, in parte, a bordo della Victory dopo il ritorno vittorioso dalla battaglia di Trafalgar.  Cinquecento persone si trovavano a bordo della nave al momento del suo varo, di cui 100 erano state a Trafalgar, mentre si stimò che 500.000 persone siano venute per assistere all'evento e il Tamigi venne coperto per miglia con tutti i tipi di barche. Il varo venne ritratto dall'artista più notevole di Woolwich William Ranwell. Il costo totale dell'unità era stato di 74.814 sterline.
Il 30 gennaio 1845 assunse il comando della nave a Sheerness il capitano William Fanshawe Martin, e il Trafalgardivenne nave ammiraglia del viceammiraglio John Chambers John Chambers White, e nel mese di aprile del viceammiraglio Edward Durnford King. In quell'anno il Trafalgar, assegnato alla Squadra sperimentale effettuò insieme ad altro vascelli due crociere addestrative, la prima al comando del viceammiraglio Sir Hyde Parker (18 luglio-20 settembre) e la seconda al comando del contrammiraglio Sir Samuel Pym (28 settembre-10 ottobre). Il 18 ottobre il vascello passò al comando del John Neale Nott, e l'anno successivo fu nuovamente assegnato alla Squadra d'evoluzione, poi (1847) alla Channel Fleet e alla squadra navale di Sir William Parker che si recò a Lisbona. Nell'ottobre 1847 il Trafalgar fu assegnata alla Mediterranean Fleet. Partecipò alla guerra di Crimea dove prese parte al bombardamento di Sebastopoli il 17 ottobre 1854.
Dal 21 marzo al 9 giugno 1859 fu sottoposta a lavori di trasformazione, l'armamento fu ridotto ad 89 cannoni e la nave venne dotata di propulsione ad elica, rientrando in servizio attivo al comando del capitano Edward Gennys Fanshawe presso lo Channel Squadron. Il 14 luglio 1862, al comando dal capitano Thomas Baillie, tornò ad operare nel Mediterraneo, dove rimase sino al 28 febbraio 1864 quando ritornò in Gran Bretagna. Passata al comando dal capitano Charles Frederick Schomberg, il 1 marzo 1864 fu assegnato alla guardia costiera di Leith (in sostituzione dello Edimburgh. Ricoprì questo ruolo sino al 16 maggio 1865 quando fu sostituito dal Duncan.
Il 13 dicembre 1867, al comando del capitano Edward King Barnard, divenne nave di bandiera dell'ammiraglio Robert Smart, della guardia costiera a Lough Swilly, e, maggio 1869, partecipò alla crociera addestrativa della Reserve Fleet. Il 17 agosto 1870, a comando del capitano Thomas Bridgeman Lethbridge, divenne nave scuola per cadetti della marina a Portsmouth. Nel febbraio 1873 fu rinominato Boscawen (in sostituzione dell'omonima unità e fu trasferito a Portland, dove operò come nave scuola e guardiaporto sino al 12 luglio 1881. Venne venduto a Castle per demolizione, che poi avvenne a Charlton, il 10 luglio 1906 dopo che l'addestramento era stato trasferito a Shotley, vicino a Ipswich.

### Fonti
1. ↑  Lavery 2003, p. 190.
2. ↑  Colledge, Warlow 2006, p. 358.
3. 1 2  Lyon, Winfield 2004, p. 89.
4. 1 2 3 4 5 6 7 8 9 10 11 12 13  Pdsavis.
5. 1 2 3  Wilson 1891, pp. 93-94.
6. ↑  Lyon, Winfield 2004, p. 88.